# Kujeda
Kujeda (oroszul: Куеда) városi jellegű település Oroszország Permi határterületén, a Kujedai járás székhelye.
Lakossága: 9551 fő (a 2010. évi népszámláláskor).

## Fekvése
A Permi határterület déli részén, Permtől 228 km-re, Baskíria határa mellett helyezkedik el, a Buj (a Káma mellékfolyója) bal partja közelében. Vasútállomás a Kazany–Jekatyerinburg vasúti fővonalon.
Neve a közeli Kujeda falu, illetve az azonos nevű folyócska nevének átvétele; a baskír Окъяды nemzetség nevéből származik.

## Története
A Kazany–Jekatyerinburg vasútvonal létesítésekor, a vasútállomás építésénél jött létre 1915-ben. 1931-ben lett járási székhely. Közelében, 24 km-re északnyugatra olajlelőhely kitermelése folyik.
Az olajlelőhelyet 1954-ben tárták fel, kitermelése 1965-ben kezdődött. Közben, 1957-ben a falu városi jellegű település rangot kapott. 1962-ben sör- és konzervgyár építése kezdődött és 1968-ra fejeződött be. A gyár a privatizációt követően a 21. század elején sikeresen folytatta tevékenységét.